# Spisak naoružanja vojnih aviona Nemačke tokom Drugog svetskog rata
Tokom Drugog svetskog rata, Luftvafe (nemačko vazduhoplovstvo) je opremio svoje avione najsavremenijim dostupnim naoružanjem sve dok resursi nisu postali oskudni kasnije u toku ratu.

## Mitraljezi
- MG 15
- MG 17
- MG 81 & 81Z
- MG 131

## Automatski mitraljezi
(nešto slično kao predhodno)
- MG FF i FF/M [1]
- MG 151, /15 ili /20 [1]
- MK 101
- MK 103
- MK 108

[1] Zvanična oznaka za MG FF i MG 151 je bila Maschinengevehr (Mitraljezi) ali su to u stvari topovi ili mitraljezi sa većim kalibrom metka.

## Teški avionski top
- BK 3.7[1]
- BK 5[2]
- BK 7.5 zasnovano na Rheinmetall-ovom 7.5 cm Pak 40 sa samostalnim magacinom od dvanaest metaka)[3]

## Rakete i projektili
- Kramer Rk 344, raketa vazduh-vazduh (na tečno gorivo, na raketni pogon)
- Henschel Hs 293, vođena protivbrodska raketa
- R4M rocket
- Werfer-Granate 21 Nevođena raketa vazduh-vazduh teškog kalibra.

## Bombe

### Visoko eksplozivne bombe
- SC 50
- SC 250
- SC 500
- SC 1000 "Hermann"
- SC 1200
- SC 1800 "Satan"
- SC 2000
- SC 2500 "Max"
- SC 500J
- SB 1000
- SB 1800
- SB 2500

### Protivpešadijske
- SD 1
- SD 1 FRZ
- SD 2
- SD 4 HL
- SD 4/HL RS
- SD 9/HL
- SD 10 A
- SD 10 FRZ
- SD 10 C
- SD 15
- SBe 50
- SD 50
- SD 70
- SBe 250
- SD 250
- SD 500
- SD 1400 "Esau"
- SD 1700 "Sigismund"
- SD 500A
- SD 500E

### Protivoklopne
- SC 10
- SC 10 DW

(Bombe za probijanje oklopa)
- PC 500* 'Pauline'
- PC 500 RS
- PC 1000* 'Pol'
- PC 1000 RS
- PC 1400 'Fritz' (početna tačka za precizno vođenu gravitaciono vođenu municiju)
- PC 1600
- PC 1800 RS 'Panther'
- PD 500
- PD 1000

### Kasetna bomba
- AB 23
- AB 250-2
- AB 250-3
- AB 500-1
- AB 500-1B
- AB 500-3A
- AB 70-D1
- BDC 10

## Prototipovi
- Top teškog kalibra Dusenkanone 88 sa rotacionim magazinom, koji je uglavnom trebalo da bude bez trzaja[4]
- Henschel Hs 298, raketa vazduh-vazduh (na raketni pogon)
- Mauser MG 213
- MK 112
- MK 115
- MK 214A cannon
- SG 116 (Veza je do stranice na nemačkoj Vikipediji)
- Ruhrstahl X-4
- Jagdfaust